# 近畿らい患者窃盗団事件
近畿らい患者窃盗団事件（きんきらいかんじゃせっとうだんじけん）とは、1936年（昭和11年）から1938年（昭和13年）にかけて近畿地方で発生した、ハンセン病患者の窃盗団が起こした事件。
なお、この事件名は当時の表現に基づくものである。

## ハンセン病患者と刑事処分
当時、ハンセン病は「らい病」と呼ばれ、危険な伝染病として恐れられ、患者は差別の対象となった。
警察署には特別な防疫設備は無いため、ハンセン病患者の被疑者を捕まえても留置場に拘禁するわけにはいかず、余程の凶悪犯罪でないかぎり、すぐ釈放されるのが通例であった。
ハンセン病患者の中には、これを逆手にとり、比較的軽微な犯罪を数多く重ねる者もいた。

## 事件の概要
この事件の主犯は1933年（昭和8年）頃にハンセン病を発病し、しばらくらい療養所（現在の国立ハンセン病療養所）で療養していたが、1936年（昭和11年）頃に出所した。そして、大和川堤防の下に掘立小屋を建て、そこをアジトに窃盗団を作ることを思い立ち、ハンセン病患者を数多く呼び寄せて窃盗団を組織した。
窃盗団は、1936年（昭和11年）10月から1938年（昭和13年）2月までの間に近畿地方を荒らしまわり、被害総額は約6万円にのぼった。
大阪府警察部は、かねてより内偵を進めた結果、ハンセン病患者窃盗団がいることを突き止め、万全の体制を整え、彼らを検挙した。

## 取調
住吉警察署の留置場に防疫設備を整え、取り調べが開始された。メンバーは、故意に捜査員へ向けて咳払いをするなどの嫌がらせを行ったが、1ヶ月後から少しずつ自供を始めた。

## 刑事処分
主犯ら4人は起訴され、即日判決が下った。4人全員に懲役1年6ヶ月の実刑判決で、大阪刑務所に収監された。
残りのメンバーは起訴猶予となり、朝鮮の小鹿島療養所や岡山県の長島療養所などに収容された。